# Avto FM
Avto FM es una emisora de radio de Azerbaiyán, propiedad del Centro de Gestión de Tráfico Inteligente (Nəqliyyatı İntellektual İdarəetmə Mərkəzi, NİİM).

## Historia
El Consejo nacional de Radio y Televisión decidió, en sesión celebrada el 2 de abril de 2013, conceder una licencia de radiodifusión por período de seis años.
La primera emisión tuvo lugar el 10 de septiembre de 2013.

## Programación
El público objetivo de la emisora son los conductores privados, así como los conductores y pasajeros de autobuses y taxis de Bakú. Los contenidos se basan en información del estado de los accesos y carreteras de Bakú, Sumqayit y demás núcleos de la capital y alrededores, y otros avisos emitidos por el Centro de Gestión de Tráfico Inteligente.
También cuenta con algunos programas en los que responsables públicos del área de circulación y transportes reciben y responden llamadas telefónicas del público.
La música emitida es muy variada y no responde a ningún criterio o estilo.

## Aspectos técnicos
La emisora se irradia a través de la frecuencia de 107,7 MHz, desde la torre de televisión de Bakú, con una potencia de 1000 vatios, dando servicio a la totalidad de la península de Absheron y zonas circundantes.
Además de poder ser recibida por frecuencia modulada y por la propia página web de la emisora, Avto FM emite a través del satélite Azerspace-1 (46ºE) por la frecuencia de 11169 MHz, polarización horizontal.